# Angitia onerosa
Angitia onerosa är en fjärilsart som beskrevs av William Schaus 1914. Angitia onerosa ingår i släktet Angitia och familjen nattflyn. Inga underarter finns listade i Catalogue of Life.